# 歌登町営軌道
歌登町営軌道（うたのぼりちょうえいきどう）は、かつて北海道枝幸郡歌登町・枝幸町（2006年〈平成18年〉に両町が合併し現在は枝幸町）・中頓別町に存在した歌登町営の簡易軌道。

## 路線データ
1939年3月当時
- 路線距離
  - 枝幸線：小頓別 - 枝幸間35.0 km（歌登 - 枝幸間廃止後は「歌登線」となる）
  - 幌別線：幌別 - 志美宇丹間12.6 km
  - 他に、本幌別への支線も存在した。
- 軌間：762 mm
- 複線区間：なし
- 電化区間：なし

## 歴史
1918年（大正7年）に浜頓別駅（所在地は頓別村）まで開通した宗谷線は、元々枝幸町を経由する予定であったが、計画が変更され、音威子府村から頓別村へ直線的に抜けることとなったため、同線の小頓別駅から分岐して枝幸町に到達する簡易軌道の敷設が計画されるようになった。
1928年（昭和3年）の1月には造材業者が簡易軌道の完成を見越して歌登に入り始めるが、軌道の完成は延期を重ね、同年の11月頃には造材業者も協力して軌道を敷設し、材木の搬出を始めていた。1929年（昭和4年）12月にようやく小頓別から上幌別六線（後の歌登）までの路線が正式に開通する。翌年に枝幸までの路線が内務省出資の北海道庁自設で全通した（殖民軌道も参照）。
当初は枝幸殖民軌道利用組合に運営を委託していたが、1932年（昭和7年）から北海道庁直営となる。また、このときは動力を馬力に頼っていたが、1933年（昭和8年）からはガソリン機関車を本線で導入した。しかし、一部支線では最後まで馬力を用いていた。
さらに豪雪地帯であり、軌道の最大の弱点は雪だった。冬季（11月後半 ‐ 4月下旬）には積雪のため一部区間で運行を休止していた。雪解け時期には住民一斉で線路の雪かきをしたという。
小頓別 - 毛登別間には峠があり、勾配も急だったため、たびたび客車や貨車の暴走事故が起きていたことから、勾配緩和とルート短縮（2.6km）を目的として、毛登別トンネルの建設工事が1941年（昭和16年）に着工した。完成間近で終戦を迎えたため工事は一時休止されたが、1948年（昭和23年）に完成した。最初のトンネルは木柱で支えられたものだったが、トンネル内部は湿気が多いため木材の腐食も早く、さらに軟弱な砂質土壌のため木柱は上部の圧力に耐えかねるように深くめり込んだ。また、滴り落ちる地下水が冬の厳寒期には氷柱となって通路をふさいだ。たびたび崩落事故も発生していたことから、北海道開発局により1953年（昭和28年）から1956年（昭和31年）にかけてコンクリート巻き立て工事が行われた。その際、トンネルの延長は若干延びて396mとなり、同時にトンネル内のレールも9kgレールから12kgレールに交換された。
戦後、歌登村（1962年〈昭和37年〉1月以降は歌登町）に経営が委託される。1956年（昭和31年）には、鶴居村営軌道とともに簡易軌道では初の北海道開発局による自走客車の導入が行われた。
しかし、その後、路線は順次縮小し、1971年（昭和46年）には、当時建設中であった美幸線とルートの一部が重複することから、軌道を撤去して建設用地に充てるよう日本鉄道建設公団より求められたことで全廃に踏み切った。また、軌道整備計画による国の補助金が1970年度（昭和45年度）で打ち切られたことも要因だった。一方、道路整備や自動車増加に伴って軌道の利用が減少し、累積赤字が増大していた。輸送はバスやトラックなどに置き換えられたが、結局、美幸線自体も未成線で終わっている。
累積赤字は6500万円に上り、1972年（昭和47年）4月28日に北海道から5850万円の融資を受けた。条件は無利子10年分割払いで、そのうち2分の1は北海道負担だった。軌道などの財産は歌登町に払い下げられたが、ほとんど無料売り渡しだった。
なお、このような北海道に多く存在した簡易軌道・殖民軌道は市販の時刻表に掲載されていないことが多かったが、この路線はその重要性からか、開業後しばらくしてから廃線になるまで掲載され続けていた。

### 年表
- 1928年（昭和3年）4月：着工。枝幸殖民軌道利用組合が設立。
- 1929年（昭和4年）12月1日：小頓別 - 上幌別六線間開業。
- 1930年（昭和5年）9月4日：上幌別六線 - 枝幸間開業（枝幸線全通）
- 1932年（昭和7年）7月10日：北海道庁拓殖部殖民軌道となり、小頓別 - 枝幸間をガソリン機関車により運行開始[10]。
- 1933年（昭和8年）11月10日：上幌別六線 - 志美宇丹間（幌別線）開業[11]。
- 1936年（昭和11年）10月27日：上幌別 - 本幌別間（本幌別線）開業[12]。
- 1948年（昭和23年）4月：毛登別トンネル完成。小頓別 - 毛登別間ルート変更。
- 1948年（昭和23年）7月10日：枝幸線の経営を北海道庁から軌道組合に移管（幌別線、本幌別線は開業当初から軌道組合が経営）
- 1949年（昭和24年）8月：枝幸線の歌登 - 枝幸間を興浜北線の営業再開（1945年12月5日）に伴い、輸送量が減少したことで運行停止[13][14]。枝幸線を歌登線に改称。
- 1950年（昭和25年）8月：旧枝幸線（歌登 - 枝幸間）の軌道を撤去し廃止。同年、本幌別線運行停止。
- 1951年（昭和26年）12月1日：経営を歌登村に移管、歌登村営軌道となる。
- 1952年（昭和27年）：施設老朽化に伴い、幌別線を運休[7]。
- 1953年（昭和28年）- 1956年（昭和31年）：毛登別トンネルを木造からコンクリート巻き立てに改良。
- 1955年（昭和30年）：本幌別線廃止。
- 1956年（昭和31年）：自走客車を導入。
- 1960年（昭和35年）8月14日：午後3時10分頃、毛登別トンネル付近の踏切で客車転覆事故が発生。踏切のレール上に砂利道の石（こぶし大）があり、それに乗り上げて側溝に横転した。負傷者42人[15]。
- 1962年（昭和37年）1月1日：歌登町発足に伴い、歌登町営軌道となる。同年から北海道開発局稚内開発建設部によって幌別線の路盤整備、木橋の鉄橋化、レール交換などの改良工事を実施。
- 1963年（昭和38年）11月2日：歌登停留所（軌道事務所）新築、竣工式挙行。
- 1966年（昭和41年）6月15日：幌別線に自走客車を導入し、運行再開。
- 1968年（昭和43年）12月20日：幌別線を国鉄美幸線建設に伴い運行停止。
- 1969年（昭和44年）5月31日：幌別線廃止[7]。
- 1970年（昭和45年）11月1日：歌登線運行停止[7]。
- 1971年（昭和46年）5月29日：歌登線廃止[8]。軌道事務所前で廃線式を挙行。

## 旅客列車運行概要
1934年5月1日改正時
- 列車本数：小頓別 - 枝幸間3往復、幌別 - 枝幸間1往復
- 所要時間：全線3時間30-40分

1967年9月10日当時
- 列車本数：小頓別 - 歌登間5往復、歌登 - 志美宇丹間3往復
- 所要時間：小頓別 - 歌登間35分、歌登 - 志美宇丹間30分
- 運賃：小頓別から歌登まで120円、志美宇丹まで220円

1970年6月3日当時
- 列車本数：小頓別 - 歌登間3往復
- 所要時間：全線30分

## 停留所一覧
1939年当時
枝幸線：小頓別 - 毛登別 - 上幌別 - 幌別 - 般毛内 - 一本松 - 金駒内 - 下幌別 - 枝幸
幌別線：幌別 - 幌別六線 - 歌登 - 興生 - 林内 - 北志美宇丹 - 志美宇丹
1965年当時
枝幸線：小頓別 - 吉田 - 毛登別 - 大島 - 柴山 - 熊の沢 - 秋山（本） - 秋山（分） - 中央 - 歌登
幌別線：歌登 - 辺毛内 - 興生 - 北志美宇丹 - 志美宇丹

## 保存車両

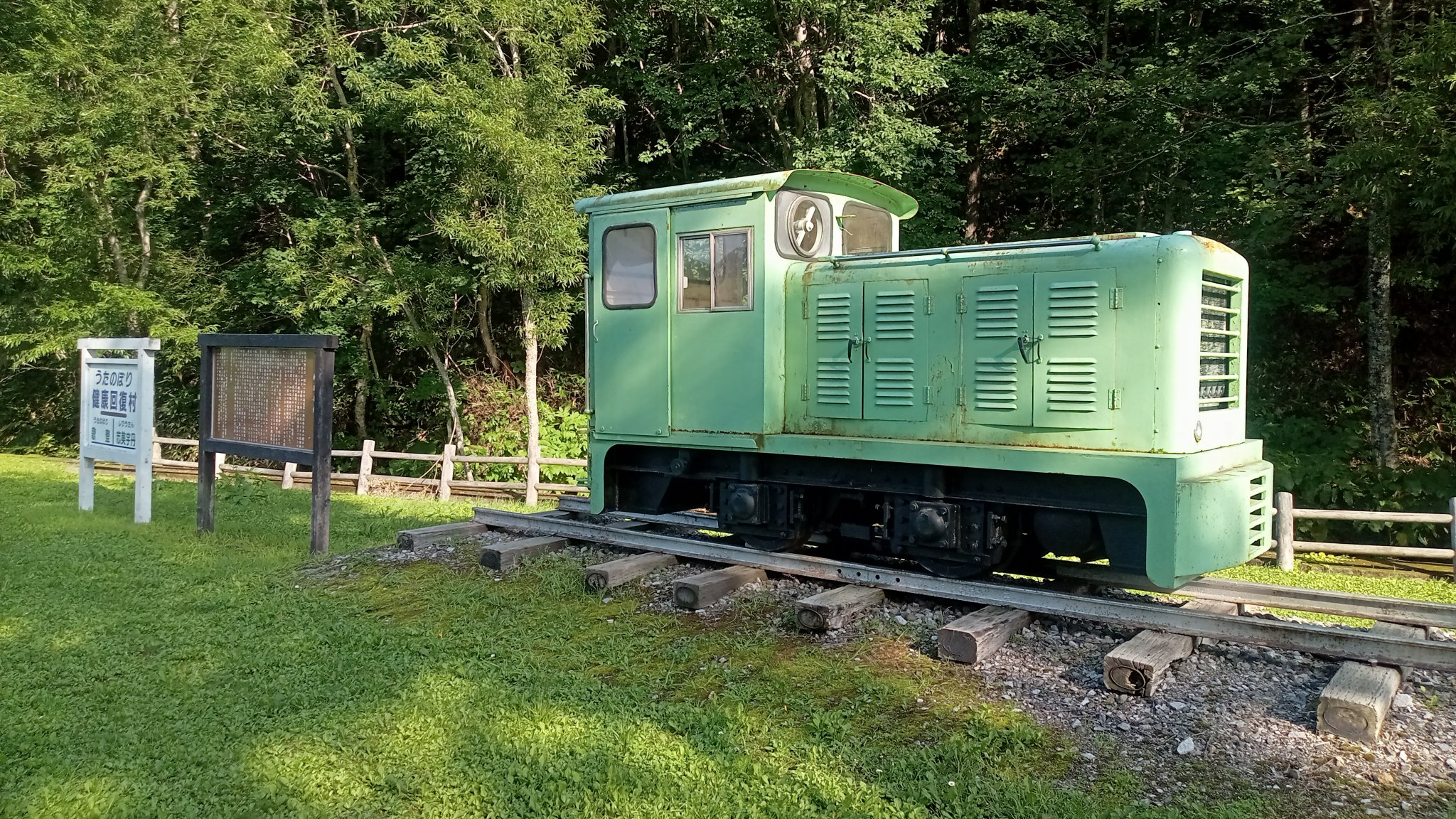
「うたのぼり健康回復村」で保存されているディーゼル機関車（2023年8月14日）

町営「うたのぼり健康回復村」にディーゼル機関車が保存、展示してある。また、歌登市街には当時の車庫がバス車庫として残っている。なお、かつては歌登の軌道事務所跡、志美宇丹の駅舎兼車庫跡が残っていたが、解体され両方とも現存していない。